# Barracas
Barracas è un comune spagnolo di 164 abitanti situato nella comunità autonoma Valenciana.

## Storia

### Simboli
Lo stemma è stato approvato il 19 dicembre 2000.
bordura d'argento, con otto scudetti d'oro, caricato ciascuno di una fascia di azzurro. Lo scudo è timbrato dalla corona reale spagnola aperta.»
Le capanne (in spagnolo barracas e in valenciano barraques) sono armi parlanti con riferimento all'antico e all'attuale toponimo, affiancate dallo stemma della famiglia Jérica, o Xèrica, che deteneva la signoria del paese.